# 陈夫
陈夫，媒体人、纯文学作家、散文作家、词作人、文艺评论员。2013年度，获文化部《音乐生活报》连续四期专版介绍与作品连载；中信出版集团“2014年度签约首位严肃文学作家竞猜活动”网络提名破万作家。
陈夫的文学属传统的严肃文学（纯文学）派系。

## 簡曆
陈夫，学名陈召飞，號康桥遗风，中国安徽省芜湖市人。1994年，湖南科普作家协会评定他为“全国青少年文学优秀工作者”；2004年，在中国作家协会与腾讯公司联办的“QQ·作家杯”中首次取得“新人提名奖”，且在同年度，中国当代作家代表作陈列馆收藏了他创作的当代诗歌作品《清高》。
一
2013年7月，成为文化部《音乐生活报》20周年报庆“连续四期专版推出作家、词作人”；2014年3月，在中信出版集团官方微博发起的“中信出版社2014年春正式进军严肃文学领域，签约首位严肃文学作家”有奖竞猜中，成为网络提名破万的严肃文学作家之一。
此外，陈夫常年活跃在媒体界。2003年起任安徽省《皖江晚报》记者；2005年起任福建省《海峡摄影时报》文艺(书画、摄影)专栏首席记者；2007年起任《财会信报》编辑部主任；2008年起任《西部时报》法制周刊、女性周刊主编，并兼任中国报告文学网首任总编。
2012年，他在中信出版集团《信睿周报》出任高级编辑、作家。

### 作品影響
在陈夫创作的作品中，较有影响的作品主要有《清高》、《艺乞》（《北京市井厘录》三则之一》）等。其中作品《艺乞》编入《2009年山东省语文高考模拟试卷》、《2011年高考语文复习讲义之现代文阅读 鉴赏表达特色（人教大纲版）》，入编版本持续成为国内语文高考教辅资料;《清高》一作则被读者认为是当下对“清高”内涵最具有代表力的释义作品之一。2012年4月，一篇广西省防城港市防城港日报的人物通讯新闻标题“轻轻地弄一回风头”，正是出自《清高》的一行诗句，同时，记者在该通讯的结尾段落对作品进行了完整引典。

## 主要代表作品[10]

### 文学作品
- 三赋（《落叶赋》、《落花赋》、《海棠赋》）
- 《只因吾心》（文集）
- 《北京市井厘录》（散文）
- 《李白不是神》（通俗文学剧本）
- 《父亲·家·光景》（散文）
- 《晨》(散文)
- 《灯火》（散文）
- 《汨罗江之死》（散文）
- 《为着生命 愿意呈让》（诗）
- 《逝前，我醒着》（诗）
- 《清高》（诗集）
- 《等》（歌词）
- 《那些青春》）（词作）
- 《抱负》（词作）
- 《我的历史》（词作）
- 《牡丹》（词作）
- 《再见，我工作的兄弟》（词作）
- 《她不是谁的新娘》（词作）
- 《佛女》（小说）

### 文艺评论
- 《气韵生动 独具机杼——直面吴华光先生工笔画魅力》
- 《疏朗捭阖 梦笔生花——捧读谢从荣先生写意画作》
- 《重而不冗 薄而不轻——林宜耕戏曲人物工笔画赏析》
- 《读来似平易 乖剌笔墨奇——赏析王中仁先生的花鸟国画》
- 《金像奖是怎样“炼成”的》
- 《铿锵艺人的背后岁月》

### 文化软实力研究
- 《视觉（影视）文化产业应积极备战大时代战略期》
- 《文化启动地域经济大市场概念》
- 《边缘地区发展文化产业是上上策》
- 《金融 视觉（影视）文化产业经济行为的迟来香客》
- 《民营文化产业发展将成为带动区域经济与就业的双韧剑》
- 《文化孕育与引导消费》